# Саут-Ланкастер (Вісконсин)
Саут-Ланкастер (англ. South Lancaster) — місто (англ. town) в США, в окрузі Грант штату Вісконсин. Населення — 884 особи (2020).

## Демографія
Згідно з переписом 2010 року, у місті мешкали 843 особи в 266 домогосподарствах у складі 205 родин. Було 280 помешкань
Расовий склад населення:
| - 98,7 % — білих - 0,1 % — чорних або афроамериканців - 0,1 % — азіатів |

До двох чи більше рас належало 1,1 %. Частка іспаномовних становила 0,2 % від усіх жителів.
За віковим діапазоном населення розподілялося таким чином: 24,2 % — особи молодші 18 років, 55,0 % — особи у віці 18—64 років, 20,8 % — особи у віці 65 років та старші. Медіана віку мешканця становила 43,6 року. На 100 осіб жіночої статі у місті припадало 101,2 чоловіків;  на 100 жінок у віці від 18 років та старших — 94,2 чоловіків також старших 18 років.
Середній дохід на одне домашнє господарство  становив 75 601 долар США (медіана — 60 476), а середній дохід на одну сім'ю — 88 302 долари (медіана — 67 788). Медіана доходів становила 35 694 долари для чоловіків та 31 364 долари для жінок. За межею бідності перебувало 8,3 % осіб, у тому числі 16,8 % дітей у віці до 18 років та 9,0 % осіб у віці 65 років та старших.
Цивільне працевлаштоване населення становило 325 осіб. Основні галузі зайнятості: освіта, охорона здоров'я та соціальна допомога — 23,4 %, сільське господарство, лісництво, риболовля — 19,4 %, виробництво — 12,6 %, будівництво — 9,5 %.